# Paulo Coelho
Paulo Coelho de Souza  (Río de Janeiro, 24 de agosto de 1947) es un novelista, dramaturgo y letrista brasileño después de varios años dedicado a la poesía.
Es uno de los escritores y novelistas más leídos del mundo, con más de 320 millones de libros vendidos en más de 170 países (224 territorios), traducidos a 88 lenguas. Es el escritor con mayor número de seguidores en las redes sociales, alcanzando cifras de 29,5 millones  en Facebook y 15,5  millones en Twitter/X.[cita requerida]  Desde octubre de 2002 es miembro de la Academia Brasileña de las Letras. Ha recibido destacados premios y reconocimientos internacionales, como la prestigiosa distinción Chevalier de L'Ordre National de La Legion d'Honneur del Gobierno francés, la Medalla de Oro de Galicia y el premio Crystal Award que concede el Foro Económico Mundial, entre muchos otros premios que ha obtenido gracias a su gran éxito. Además de recibir destacados premios y menciones internacionales, en la actualidad es consejero especial de la Unesco para el programa de convergencia espiritual y diálogos interculturales, así como Mensajero de la Paz de Naciones Unidas.
Escribe columnas periodísticas semanales que se publican en medios de todo el mundo. Alcanzó el éxito con su mayor obra, El alquimista. Paulo está casado con la pintora brasileña Christina Oiticica.

## Biografía
Paulo Coelho de Souza nació el 24 de agosto de 1947 en una pequeña familia de clase acomodada y de marcada influencia católica. Sus padres fueron Pedro Queima Coelho de Souza y Lygia Araripe, de profesiones ingeniero y museógrafa, respectivamente.
A los siete años ingresa en el colegio jesuita San Ignacio de Río de Janeiro. Paulo se muestra reacio a aceptar la naturaleza obligatoria de la práctica religiosa que le inculcan sus padres. No soporta ni rezar ni ir a misa, pero logra descubrir allí su verdadera vocación: ser escritor. Desde pequeño muestra interés por la literatura y se dedica a leer a todo tipo de autores: Trópico de Cáncer, de Henry Miller, obras de Jorge Luis Borges, Marx, Hegel, Friedrich Engels, etc. Pronto gana su primer premio literario en un concurso escolar de poesía, y su hermana Sonia cuenta cómo se hizo con un premio de redacción al presentar a un concurso un escrito que el mismo Paulo había tirado a la basura.
Sus padres pretenden que sea ingeniero y por eso intentan reprimir sus deseos de dedicarse a la literatura, lo que provoca una gran rebeldía en Paulo, quien empieza a desobedecer las normas familiares. Es a los diecisiete años cuando, debido a "inmadurez, rebeldía, incapacidad para adaptarse a la sociedad, irritabilidad y actitudes radicales y extremistas", es internado en un hospital psiquiátrico, donde le someten a varias sesiones de electroshock.
Poco más tarde, Paulo empieza a relacionarse con un grupo de teatro y a dedicarse al periodismo. En aquella época el teatro no estaba bien visto en ciertos niveles sociales; por eso sus padres vuelven a internarlo. Cuando sale, Paulo está aún más perdido y encerrado en su mundo. La familia llama a otro médico psiquiatra, el doctor Fajardo, quien hace una nueva apreciación del problema: Paulo no está loco y no va a ser internado; hará un tratamiento de unas quince sesiones con él. Treinta años después de estas vivencias, Paulo Coelho escribiría una novela inspirada en esos años, Veronika decide morir.
Pasado el período de los centros psiquiátricos, Paulo empieza la carrera de derecho; sin embargo, poco tiempo después abandona sus estudios para dedicarse de nuevo al teatro. Es la época de los sesenta y el mundo entero asiste a la explosión del movimiento hippie. Brasil, bajo una dictadura militar muy represiva, también se hace eco de las nuevas tendencias. Paulo lleva entonces el pelo largo y va indocumentado por voluntad propia; durante algún tiempo experimenta con todo lo que la vida le ofrece, ya que quiere vivir la experiencia hippie con gran intensidad. Su pasión por escribir le impulsa a fundar una revista de la que solamente salen dos ejemplares.
En esa época conoce a Raúl Seixas, músico y compositor, con quien Paulo escribe letras de canciones. Algunas de ellas son: «Eu nasci há dez mil anos atrás» («I Was Born Ten Thousand Years Ago»), «Gita» y «Al Capone». Con el segundo disco cosechan un gran éxito y llegan a vender más de 500.000 copias; es la primera vez que Paulo gana una gran cantidad de dinero. Hasta 1976 compone más de ciento veinte canciones con Raúl Seixas y juntos cambian el panorama del rock brasileño. También escribe para Elis Regina y Rita Lee. Después de trabajar como letrista para los grandes nombres de la canción popular brasileña, se dedica al periodismo y a escribir algunos guiones para la televisión: Once Minutos - 2007.
En 1972, Paulo y Raúl entran a formar parte de Sociedad Alternativa, una organización que se opone a las ideologías capitalistas, defiende la libertad de hacer lo que uno desea y practica la magia negra, experiencias de las que habla más tarde en el libro Las Valquirias (1992). Durante este período nace Kring-ha, una serie de cómics en favor de la libertad. El régimen dictatorial les considera amenazantes, por lo que detiene y encarcela a Raúl y a Paulo Coelho. Raúl sale al cabo de poco, pero Paulo permanece allí más tiempo por ser considerado la "cabeza pensante". Pero las dificultades no acaban aquí: dos días después de su liberación, Paulo es secuestrado en plena calle y encerrado en un centro militar de tortura donde permanece varios días. Según sus propias palabras, lo que le salva de la muerte es decir que estaba loco y que había estado internado en tres ocasiones. Esta experiencia marca fuertemente su vida. Por aquel entonces, Paulo, con veintiséis años, decide que ya ha vivido suficiente y que quiere "ser normal". Consigue un empleo en la discográfica Polygram y allí conoce a la que más tarde será su esposa. En 1977 se trasladan a Londres. Paulo compra una máquina de escribir y empieza a dedicarse de pleno a la literatura, sin muchos resultados. Al año siguiente vuelve a Brasil, donde trabaja como ejecutivo para otra empresa discográfica, la CBS. Esta fase solo dura tres meses, tras los cuales se separa de su esposa y deja el empleo.
En 1979 se produce el reencuentro con Christina Oiticica, una vieja amiga, con la que posteriormente contrae matrimonio, y con la que sigue conviviendo hasta el día de hoy. La pareja viaja a Europa y visitan varios países. En Alemania, van al campo de concentración de Dachau. Allí Paulo tiene una visión en la que se le aparece la figura de un hombre. Dos meses más tarde le encuentra en una cafetería de Ámsterdam, se acerca a él y conversan un largo rato en el que intercambian opiniones y vivencias. El hombre, cuya identidad Paulo nunca ha querido revelar, le sugiere un reencuentro con el catolicismo. Paulo empieza a estudiar el lenguaje simbólico del cristianismo. Le propone, también, hacer el Camino de Santiago, una ruta medieval de peregrinaje entre Francia y España. Ese peregrinaje es para el escritor el punto de inflexión en su vida.

## Obras

### Diario de un mago (El peregrino)
En 1987, un año después de recorrer el Camino de Santiago, Paulo escribe su primer libro, El peregrino de Compostela (con el título original O Diário de um Mago, Diario de un mago). El libro narra sus experiencias durante la peregrinación y descubre que lo extraordinario se encuentra en el camino de las personas comunes. Se publica en una pequeña editorial brasileña y, aunque no tiene repercusión entre la crítica, cosecha un relativo éxito de ventas.

### El alquimista
En 1988 escribe un segundo libro muy distinto al primero, El alquimista. Se trata de un libro simbólico, en el que refleja sus estudios de alquimia durante once años. En su primera edición solo logra vender 900 ejemplares y la editorial decide no seguir con la publicación.
Busca entonces una editorial mayor que se interese por su obra, la editora Rocco. En 1990 se publica Brida, que habla del don que cada uno de nosotros lleva dentro. La publicación de este libro, que esta vez ya tuvo la atención de la prensa, lleva a El alquimista y el Diario de un mago al top de las listas de best sellers. El alquimista vende más copias que ningún otro libro en la historia de Brasil y se inscribe en el Libro Guinness de los récords por ser el libro más traducido de un autor vivo (80 idiomas) hasta el año 2014. En 2002, el Jornal de Letras de Portugal, la mayor autoridad en el campo de la literatura y del mercado literario en lengua portuguesa, confiere a El alquimista el título de libro más vendido de este idioma en toda su historia.
En mayo de 1993 la editorial HarperCollins publica una ambiciosa edición de 50 000 copias de El alquimista, lo que representa la mayor edición inicial de un libro brasileño en los Estados Unidos. El director ejecutivo de la editorial, John Loudon, presenta el libro diciendo: «Era como levantarse al amanecer y ver salir el sol mientras el resto del mundo seguía dormido. Esperad a que todos los demás se despierten y vean esto también». Paulo se siente colmado de alegría al saber del entusiasmo de HarperCollins por el libro. «Este es un momento muy especial para mí», dice Coelho. Su editor concluye la presentación diciendo: «Espero que la publicación del libro sea tan larga, excitante y llena de éxito como ha sido su historia en Iberoamérica».[cita requerida]
En 2002, diez años después, John Loudon le escribe a Paulo. «El alquimista se ha convertido en uno de los libros más importantes en la historia reciente de nuestra compañía. Estamos muy orgullosos del libro y de su éxito. ¡La historia de su éxito con nosotros refleja la historia del libro!». HarperCollins planea una ambiciosa campaña para el 10.º aniversario de su edición del libro, que incluye una versión mass-market a la venta en todo el mundo para la creciente legión de fanes del libro.
«Su forma de escribir es, verdaderamente, como música, es tan bonita. Es un don que envidio por encima de todos», dice Julia Roberts para el documental Paulo Coelho: el alquimista de la palabra de Discovery Networks/Polo Imagen. Por otro lado, Madonna declara en una entrevista para la revista alemana Sonntag-Aktuell, «El alquimista es un libro precioso sobre la magia, los sueños y los tesoros que buscamos en otro sitio y luego encontramos en nuestro umbral».
El éxito de El alquimista en Estados Unidos marca el inicio de su carrera internacional. Varias productoras de Hollywood se interesan inmediatamente por los derechos, que son adquiridos en 1993 por Warner Brothers.
Antes de Estados Unidos, El alquimista había sido previamente publicado en una pequeña editorial de España y en Portugal. En España no es hasta el año 1995 cuando el libro salta a las listas de más vendidos. Siete años después, el Gremio de Editores publica que El alquimista (Editorial Planeta) ha sido el libro más vendido durante el año 2001 en España. Por otro lado, la editorial española prepara en el año 2002 un reedición sin precedentes de la Biblioteca Paulo Coelho al completo. En Portugal (Editorial Pergaminho), Paulo Coelho es el autor más leído del país, superando el millón de copias vendidas.
En 1993, Mônica Antunes, quien colabora con Paulo desde 1989 tras leer sus dos primeros libros, funda en Barcelona la agencia literaria Sant Jordi Asociados junto a Carlos Eduardo Rangel, con la misión de vender los derechos de la obra de Paulo. En mayo de ese año, tras la publicación en Estados Unidos de El alquimista, Mônica ofrece el título a varios editores internacionales. La primera editorial en adquirir los derechos es Ex Libris, de Noruega. Su editor, Øyvind Hagen, escribe a Mônica: 'El libro me ha causado un profundo impacto.' Algunos días después, la recién fundada editorial francesa Anne Carrière Editions contesta a Mônica: 'Es un libro maravilloso y haré todo lo posible para que se convierta en un best seller en Francia.'
En septiembre del mismo año, El alquimista llega a la cima de las listas de más vendidos en Australia. El Sydney Morning Herald apunta: 'Es el libro del año. Una obra encantadora de infinita belleza filosófica.'
En abril de 1994 El alquimista se publica en Francia. El libro recibe maravillosas críticas y el público se vuelca totalmente en la obra, que empieza su escalada en las listas de más vendidos. Dos días antes de las Navidades, Anne Carrière escribe a Mônica: 'Te envío las listas de más vendidos en Francia como regalo de Navidad. ¡Somos los primeros!'. El alquimista alcanza el n.º 1 en todas las listas de Francia, donde permanece durante más de cinco años consecutivos. A partir del fenomenal éxito en Francia, los libros de Paulo salen del ámbito literario para transformarse en un fenómeno de influencia en Europa que se expande por todo el mundo.
Desde entonces, cada una de las seis obras de Paulo traducidas hasta el momento al francés ha llegado al primer puesto de las listas, ocupando las primeras posiciones durante meses e incluso disfrutando de la ocasión de tener tres de sus títulos en el top ten simultáneamente.

### Brida
Brida (1990) es un libro que trata la historia de una joven irlandesa de 21 años de edad que conoce a un mago, a quien pide convertirse en una bruja. Pero para poder llegar a poseer la magia que ella siempre ha deseado, Brida tendrá que darse cuenta de que la llave es simple: el amor. El libro nos muestra cómo la grandeza del amor puede superar todos los obstáculos y dejar ir al alma gemela.

### Las valquirias
Escrito en 1992, trata de un hombre que va en busca de su ángel para verlo directamente y hablar con él. Con el fin de lograrlo viaja al desierto de Mojave, acompañado de su esposa, y en su camino deben encontrarse con las valquirias (divinidades de la mitología escandinava, hijas del dios Odín, que en los combates designaban a los héroes que debían morir, a los que después servían en el Valhalla, la morada de los héroes fallecidos en combate, una especie de paraíso para éstos, cuyo dios del lugar es Wotan), quienes le dirán qué tiene que hacer para lograr su cometido. En su viaje se va dando cuenta de qué cosas debe cambiar en su vida, para no destruir todo lo que ha conseguido, mientras que su esposa va descubriendo el mundo en el que vive su pareja. 

### A orillas del río Piedra me senté y lloré
(1994) La historia se centra en Pilar, una joven independiente, que se siente frustrada por la vida rutinaria de la universidad y decide buscarle otro significado a su vida. La vida de Pilar da un vuelco cuando se encuentra con un amigo de su infancia, que ahora es un maestro espiritual y del que se rumorea que realiza milagros y curaciones. El libro narra el viaje de ambos a través de los Pirineos franceses.

### La quinta montaña
En 1996, Editorial Objetiva adquiere los derechos de La quinta montaña, su siguiente publicación, con un anticipo de 1.000.000 de dólares, cifra nunca pagada a un autor brasileño. En ese mismo año, Philippe Douste-Blazy, ministro de Cultura francés, nombra a Paulo 'Caballero de las Artes y las Letras' diciendo, 'te has convertido en el alquimista para millones de lectores. Tus libros hacen bien porque estimulan nuestra capacidad de soñar, nuestro deseo de buscar.' También en 1996, Paulo es nominado consejero especial en el programa de la UNESCO 'Convergencias espirituales y diálogos interculturales.'
Ese mismo año, El alquimista se publica en Alemania (Diogenes). Su versión en tapa dura bate el récord en el año 2002 con más de 306 semanas de permanencia en las listas de más vendidos de Der Spiegel.

### Manual del guerrero de la luz
En 1998, Paulo publica su notable obra Manual del guerrero de la luz, una colección de pensamientos filosóficos que nos ayudan a descubrir al guerrero de la luz que existe en cada uno de nosotros. El título se transforma en una obra de referencia para millones de lectores. La primera publicación es en Italia (Bompiani), con un espectacular éxito de ventas.

### Veronika decide morir
Veronika decide morir, con un estilo más narrativo, se publica en 1998 y rápidamente recibe excelentes críticas. En septiembre había recibido más de 1200 correos electrónicos y cartas que contaban experiencias semejantes. En octubre, algunos de los temas tratados en el libro –depresión, síndrome de pánico, suicidio– fueron discutidos en un seminario que tuvo repercusión nacional. «El 22 de enero del siguiente año, el senador Eduardo Suplicy leyó extractos de mi libro en una sesión plenaria y consiguió aprobar una ley que andaba dando vueltas por el Congreso de Brasil desde hacía diez años: la que prohíbe las internaciones hospitalarias arbitrarias».
En enero del año 2000, Umberto Eco comenta para Focus: «Me gusta la novela más reciente de Coelho. Realmente me ha conmovido profundamente». Por otro lado, Sinéad O'Connor declara para The Irish Sunday Independent: «El libro más increíble que jamás haya leído es Veronika decide morir». Paulo realiza una exitosa gira en 1998. Durante la primavera visita Asia y durante el otoño casi todos los países de Europa del Este, viaje que se inicia en Estambul, en el Oriente Express, pasando por Sofía (Bulgaria), y finaliza en Riga (Letonia, Países Bálticos).
Ese mismo año, Paulo participa en la Feria del Libro de Buenos Aires (Argentina) con Veronika decide morir.
En septiembre Paulo visita Israel. Todos sus libros han sido un éxito de ventas desde la publicación de El alquimista. Eri Stematzky, dueño de la cadena más grande de librerías en Israel, comenta, "no había visto jamás una cola tan larga; me gustaría que llegase el día en que la gente espere lo mismo para un autor israelí."
En mayo de 2000, Paulo visita Irán y se convierte en el primer escritor no musulmán en visitar oficialmente el país desde 1979. Es invitado por el programa Centro Internacional para el Diálogo entre Civilizaciones. Antes de su visita, se estima que se habían vendido millones de ejemplares de sus libros en ediciones no oficiales (Irán nunca firmó el International Copyright Agreement). A partir de la visita, Paulo es el único escritor no musulmán que percibe derechos de autor. Él nunca había imaginado que en una tierra tan distante y tan diferente a la occidental pudiera ser acogido de forma tan calurosa. Miles de lectores iraníes acuden a sus firmas y conferencias. Según palabras de Paulo, "recibí muchos regalos, recibí mucho cariño, pero sobre todo recibí la comprensión de mi trabajo, y esto me conmovió profundamente. Para gran sorpresa mía, mi alma había llegado antes que yo, mis libros estaban presentes y pude encontrar a viejos amigos en las personas que no conocía. En ningún momento me sentí extraño en tierra extraña. Fue algo que me conmovió mucho y me llenó de alegría porque sentí que más allá de cualquier cosa, existe la posibilidad de un diálogo con cualquier ser humano sobre la faz de la tierra. Irán me mostró que esto era posible.

### El demonio y la señorita Prym
En septiembre se publica El demonio y la señorita Prym con un lanzamiento simultáneo en Italia (Bompiani), Portugal (Pergaminho) y Brasil (Objetiva). Con este lanzamiento se coordinan docenas de entrevistas para medios de comunicación de todo el mundo, en su casa de Río de Janeiro. 
Paulo recibe el premio 'BAMBI 2001', el más antiguo y famoso premio alemán. Según la opinión del jurado, la creencia de Paulo Coelho de que el destino y el don de cada ser humano es el de llegar a ser un «guerrero de la luz» en un mundo oscuro, contiene un profundo mensaje humanista, lo cual es en ese año particularmente conmovedor.
La primera vez que Paulo viaja a Colombia es con ocasión de la Feria Internacional del Libro de Bogotá del mismo año. Miles de personas aguardan la llegada de su ídolo, quien es recibido como una estrella de la canción. Paulo pide calma y paciencia; firmará todos los libros. Tras cinco horas, se firman y venden más de 4.000 libros.
Paulo asiste en septiembre a una firma de libros en Borders (Londres). Según el director de eventos, Finn Lawrence, la firma de la nueva novela de Paulo, El Demonio y la señorita Prym (HarperCollins) «fue ciertamente la firma más fenomenal del año», con gente de los cinco continentes (de Japón a Pakistán, Angola, América y todos los países europeos). En noviembre viaja a México, donde millares de lectores esperan durante horas su llegada a la Feria Internacional del Libro de Guadalajara.
A principios de 2002, Paulo viaja por primera vez a China y visita Shanghái, Pekín, y Nankín, participando en numerosos eventos, entre ellos firmas de libros y encuentros con lectores.
En septiembre de 2002, Paulo causa una gran sensación durante su visita a Rusia, con cinco de sus libros en las listas de más vendidos, con El Demonio y la señorita Prym en primer lugar, seguido de El Alquimista, Manual del guerrero de la luz, Veronika decide morir y La Quinta Montaña (Sophia Publishers). En tan solo quince días, se venden más de 250.000 copias de sus títulos en Rusia, lo que lleva a un total de más de un millón de copias vendidas en un año. Según el director de marketing de la cadena MDK, la firma de Paulo ha sido la mayor de todas. 'Ha sido la primera vez que tanta gente ha venido para obtener un autógrafo de su autor favorito. En nuestra librería organizamos muchas firmas y lecturas, y hemos tenido aquí a invitados famosos como los presidentes rusos Yeltsin o Gorbachov, e incluso a Vladímir Putin, pero no podemos recordar tal cantidad de gente. Ha sido realmente increíble. MDK tiene que dejar fuera a cientos de lectores preparados para unirse a la enorme multitud. 
En noviembre, el autor visita los países escandinavos y participa en eventos organizados en la librería Tanum y en el Rockfeller (para el programa televisivo Bokbadet) en Oslo, así como en la Academic Bookstore en Helsinki, y en la librería NK en Estocolmo.

### Once minutos
Publicado en 2003, se trata de uno de los libros más aclamados del escritor aparte de El alquimista. Explica la historia de María, una joven de un pueblo al norte de Brasil que, todavía adolescente, viaja a Río de Janeiro, donde conoce a un empresario que le ofrece un buen trabajo en Ginebra. Allí, María sueña con encontrar fama y fortuna pero acabará ejerciendo la prostitución. El aprendizaje que extraerá de sus duras experiencias modificará para siempre su actitud ante sí misma y ante la vida. Once minutos es una novela que explora la naturaleza del sexo y del amor, la intensa y difícil relación entre cuerpo y alma, y cómo alcanzar la perfecta unión entre ambas. Esta obra ofrece al lector una experiencia inigualable de lectura y reflexión.
El presente libro alcanzó un gran éxito el mismo año en el que se publicó.

### El Zahir
Cuando la ausencia se convierte en obsesión. Un reconocido escritor de fama mundial descubre un día que su mujer, corresponsal de guerra, ha desaparecido sin dejar rastro. ¿Ha sido secuestrada, víctima de un atentado o simplemente se sentía insatisfecha con su matrimonio? Cuando su ausencia se convierte en una obsesión, el narrador se propone encontrar las respuestas a todas las preguntas que se le han planteado, e inicia el camino hacia un destino desconocido.

### La bruja de Portobello
Esta novela publicada en 2006 cuenta la historia de Athena, una mujer con un don de la naturaleza. Hija adoptiva de una mujer libanesa y un próspero industrial de Beirut, se traslada a vivir a Londres con su familia poco después que estalle la guerra en su país. En la universidad conoce al que se convertirá en padre de su hijo, pero las dificultades que atraviesa la joven hacen que el matrimonio pronto se rompa. Convertida en madre, no puede dejar de pensar en la mujer que la trajo al mundo y, para entender cómo pudo abandonarla, decide emprender un viaje a Rumania y buscar a su madre biológica. «Pero un viaje nunca te lleva sólo a dónde pensabas ir, y lo que Athena descubre en este viaje algo que cambiará para siempre su vida y las vidas de los que la rodean. Trama fascinante y llena de intriga, a través de la cual el lector acaba descubriendo una larga tradición basada en la fuerza femenina y en el amor.»

### El vencedor está solo
Publicada en 2008 y ambientada en el atractivo entorno del festival de Cannes, El vencedor está solo va mucho más allá del lujo y el glamur, y nos aboca a una profunda reflexión acerca de la fuerza de los propios sueños y de cuál es la escala de valores con la que nos medimos. Durante 24 horas seguimos los pasos de Igor, empresario ruso magnate de las comunicaciones, destrozado por una dolorosa ruptura sentimental, y conocemos su delirante plan para atraer la atención de su exmujer. En su camino se cruzarán Gabriela, una joven y ambiciosa actriz; Jasmine, modelo de Ruanda exiliada en Europa; Javits, un productor influyente y corrupto; y Hamid, estilista que empezó de cero y está hoy en la cima de su gloria. Un intenso, sincero y bien documentado viaje hacia nuestra constante fascinación por la fama, el éxito y el dinero, que se eleva hasta convertirse en una impactante y necesaria denuncia del lado más superficial, intrascendente y depredador del mundo en que vivimos.

### Aleph
Algunos libros se leen, otros se viven. Con esta frase se publicó en 2010 Aleph, uno de los libros más queridos por los lectores de Paulo Coelho. La historia se inspira en un viaje de casi diez mil kilómetros dentro del tren Transiberiano. Un entorno duro y claustrofóbico que pone a prueba las reacciones del protagonista y le abre a una forma renovada de relacionarse con las personas que le rodean. 

### El manuscrito encontrado en Accra
Escrito en 2012, El manuscrito encontrado en Accra se sitúa en el Jerusalén de 1099. La historia tiene lugar mientras la ciudad se prepara para la invasión de los cruzados. Es en ese momento cuando un griego, conocido como el Copto, convoca al pueblo, jóvenes y viejos, hombres y mujeres, a reunirse junto a él. El libro está estructurado por los grandes temas de nuestra existencia y es una clara invitación a reflexionar. ¿Qué valores quedan cuando todo ha sido destruido?
El manuscrito encontrado en Accra es el primer libro de Paulo Coelho inmerso en la nueva cultura digital. El libro ha cosechado un éxito increíble en todas las comunidades sociales, donde los lectores han compartido sus frases desde el principio. En parte se debe a que el texto está estructurado por bloques y facilita su fragmentación, permitiendo una lectura mucho más digital. Tal y como apuntó Silvio Meira durante el último congreso digital del libro en São Paulo (Brasil), "lo más interesante del trabajo de Coelho es que apunta cómo los textos se leerán en un futuro muy próximo." Según Meira, "El manuscrito encontrado en Acra" ejemplifica cómo interactuamos hoy en día.

### Adulterio
A sus 31 años, Linda tiene todo aquello que muchos sueñan y pocos logran conseguir: una vida perfecta en Ginebra, Suiza. De pronto, sin previo aviso, se encuentra con Jacob, su antiguo amor de la escuela, quien irrumpe en su vida para sacarla de su letargo y hacerla sentir de nuevo esa pasión inesperada que creía olvidada.

### La espía
En esta novela Paulo Coelho da vida a una de las mujeres más enigmáticas de la historia: Mata Hari, quien fuera acusada de espionaje durante la Primera Guerra Mundial. Aunque hubo poca evidencia para incriminarla, ella no pudo escapar de la persecución y el enjuiciamiento por parte de la inteligencia militar francesa.

### Hippie
Paulo es un joven que sueña con ser escritor, se deja el cabello largo y sale al mundo en busca de la libertad y para darle un significado profundo a su vida. Una jornada que va desde el famoso "Tren de la muerte a Bolivia", después Perú, Chile y Argentina, hasta el encuentro con Karla en Ámsterdam, quien lo convence de viajar juntos en el Magic Bus, un autobús que viaja por Europa y Asia Central hasta Katmandú. En el camino, Karla y Paulo no solo vivirán una extraordinaria historia de amor, sino que conocerán a maravillosos compañeros de viaje, cada uno de los cuales tiene una historia que contar; todos experimentarán una transformación y abrazarán nueva prioridades y valores para la vida.

### El camino del arquero
Tetsuya es el mejor arquero del país, pero vive retirado en un valle remoto y trabaja de humilde carpintero. Un día,
otro arquero que viene de lejos le desafía. Tetsuya acepta el reto y le demuestra al extranjero que para vencer, tanto con el arco como en la vida, no basta la habilidad técnica. Un joven del pueblo le pide que
le transmita su saber. El maestro le advierte que puede enseñarle las reglas necesarias, pero es él quien deberá trabajar
sobre sí mismo. Es así como Tetsuya empieza a instruir a su nuevo discípulo en el misterioso camino del arquero, el recorrido de toda una vida.
Ilustrada por Christoph Niemann.

## Títulos
- El teatro en la Educación - 1974
- El Manifiesto de Krig-há - 1974
- El peregrino de Compostela - 1987
- El alquimista - 1988
- Brida - 1990
- El don supremo (de Henry Drummond) - 1991 (adaptación)[7]
- Valquirias - 1992[13]
- Maktub - 1994
- A orillas del río Piedra me senté y lloré - 1994[14]
- La quinta montaña - 1996[15]
- Cartas de Amor del Profeta (de Khalil Gibran) - 1997 (adaptación)[7]
- El Manual del Guerrero de la Luz - 1997
- Verónika decide morir - 1998
- El demonio y la señorita Prym - 2000[16]
- Once minutos - 2003
- El Zahir - 2005[17]
- La bruja de Portobello - 2007[18]
- Como el río que fluye - 2008
- El vencedor está solo - 2008
- El camino del arco - 2009[19]
- Historias para padres, hijos y nietos - 2009
- Aleph  - 2011[20]
- El manuscrito encontrado en Accra - 2012
- Adulterio - 2014[21]
- La espía - 2016[22]
- Hippie - 2018
- El camino del arquero - 2020

## Otras actividades

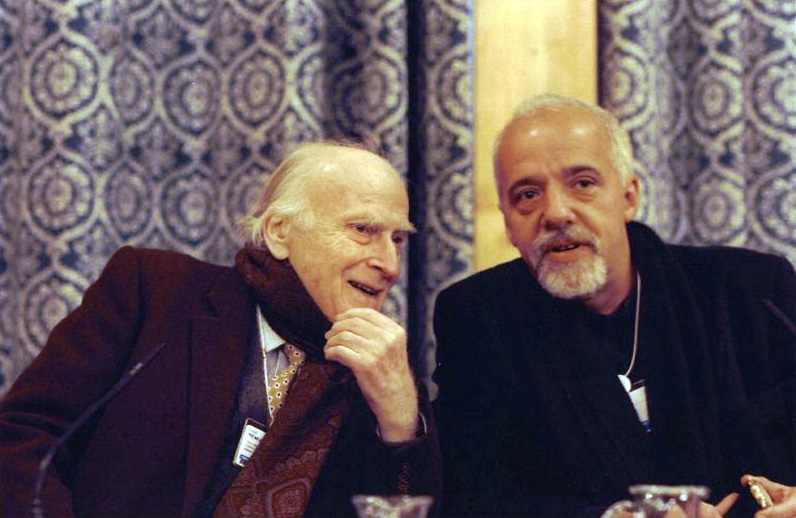
Yehudi Menuhin

La obra de Paulo Coelho trasciende los límites literarios para pasar a otros sectores culturales y sociales.
El alquimista ha sido adaptado y representado en los cinco continentes en diferentes vertientes teatrales: musical, teatro-danza, teatro de marionetas, lecturas dramatizadas, ópera.  En un futuro esta obra incluso llegará a los escenarios de Broadway en forma de musical. En 1998 se hizo la adaptación de  Brida para una serie de televisión que difundió la Rede Manchete de Brasil, con escaso éxito. En 2009 se estrena la película Veronika Decides to Die, que es la adaptación cinematográfica de Verónika decide morir, bajo la dirección de Emily Young y protagonizada por Sarah Michelle Gellar.
En 2009 Coelho organizó un concurso a través de Internet para que sus lectores crearan una película sobre su libro La bruja de Portobello, surgiendo de ello The Experimental Witch, una obra realizada por catorce lectores de varios países y estrenada en el Festival de Cine de Roma.
Paralelamente a los libros, existe una serie de productos relacionados con el autor y su obra. Entre ellos agendas, calendarios, diarios, libros de cita y regalo, libros de arte. Incluso una trilogía de juegos electrónicos: «El peregrino» («Pilgrim: Faith as a Weapon»), 1997; «La leyenda» («The Legend of the Prophet and the Assassin»), 2000; y «Los secretos de Alamut» («The Secrets of Alamut»), 2001, (The Arxel Guild) diseñados en colaboración con el autor.
La constante presencia de Paulo en los medios de comunicación se puede véase también en forma de artículos y columnas periodísticas. A lo largo de los años, el autor ha escrito un gran número de artículos y ensayos para los más importantes medios de comunicación. En marzo de 1998, comenzó una columna semanal para el periódico brasileño O Globo. El éxito de acogida entre los lectores fue tal que empezamos a sindicar las columnas en otros medios internacionales. Diarios como Reforma de México, siguen publicando estos textos tras 4 años de colaboración. Sus columnas periodísticas se han publicado regularmente en "Corriere della Sera" (Italia), El Semanal (España), Ta Nea (Grecia), TV Hören + Sehen y Welt am Sonntag (Alemania), Anna (Estonia), Zwierciadlo (Polonia), El Universo (Ecuador), Revista Viva (Argentina), El Nacional (Venezuela), El Espectador (Colombia) y China Times Daily (Taiwán) entre muchos otros medios.
En la red también hay cabida para la obra del autor. Paulo compone una serie de 365 ensayos breves que se han publicado en forma de mensajes diarios en los siguientes portales de Internet: Ynet (hebreo), RCS (italiano), UOL (portugués) y Terra (castellano). Paulo ha creado una lista de distribución, Manual On-Line, que cuenta con más de 30 000 subscriptores.
Ha protagonizado documentales de carácter autobiográfico para Discovery Networks/Polo Imagen (Latinoamérica y España), ZDF (Alemania) y Unknown Planet (Rusia). En otros, se le ha presentado realizando viajes, RTÉ (Irlanda), o peregrinajes, NHK y Aichi (Japón). En 2003 participó en el documental francés Les cendres du Phénix (Las cenizas del Fénix), un viaje por el Líbano con el religioso Mansur Labaky.  La figura de Paulo ha servido en otros documentales para presentar aspectos de la vida brasileña, Productions Espace Vert (Canadá y Francia).
En 1996 fundó, junto a su esposa, Christina Oiticica, el «Instituto Paulo Coelho» que proporciona ayuda y oportunidades a niños y ancianos brasileros. Se sostiene económicamente solo con los derechos de autor de Coelho.

## Crítica
A pesar de su éxito de ventas, es considerado por un sector de la crítica como un autor menor, debido principalmente a la simpleza de sus construcciones gramaticales, tomados, en su mayoría, de textos antiguos como la Biblia, Las mil y una noches, el Majabhárata y el Ramaiana. Para algunos, El alquimista sería una versión extendida de Historia de dos que soñaron, un cuento de Jorge Luis Borges, quien sí anota al pie: «Tomado de Las mil y una noches».[cita requerida] El ensayista y doctor en literatura Janilto Andrade publicó un libro titulado Por que não ler Paulo Coelho, en el que hace una crítica nada generosa de El alquimista. Apunta a las contradicciones, los personajes mal construidos, en definitiva, a la falta de coherencia. Clandestino Menéndez en su libro Cuadernos críticos hace mención, hablando sobre El alquimista,  a la falta de sentido de humor del autor y critica el hecho de que Coelho esté convencido de saber verdades. Asimismo el autor colombiano Héctor Abad Faciolince publicó un artículo, titulado Por qué es tan malo Paulo Coelho en el que criticaba, principalmente, la estructura simplista de la mayor parte de la producción literaria de Coelho, comparándola con las estructuras descritas en el estudio sobre las formas canónicas del cuento infantil llevado a cabo por Vladimir Propp. 

## Premios y condecoraciones
- Distinction of Honour from the City of Odense (Hans Christian Andersen Award) (Dinamarca 2007)
- Premio Las Pérgolas de la Asociación de Libreros Mexicanos (ALMAC), (México, 2006).[37]
- I Premio Álava en el Corazón (España, 2006)[37]
- Wilbur Award (Estados Unidos, 2006)[37]
- Premio Kiklop por El Zahir en la categoría Hit of the Year (Croacia, 2006)
- Premio DirectGroup Inrternational Author (Alemania, 2005)[37]
- Goldene Feder Award (Alemania, 2005)
- The Budapest Prize (Hungría, 2005)[37]
- Order of Honour of Ukraine (Ucrania, 2004)
- Order of St. Sophia (Ucrania, 2004)
- “Nielsen Gold Book Award" por El alquimista (Inglaterra, 2004)
- Premio Ex Libris Award por el libro Once Minutos (Serbia, 2004)
- Premio Golden Bestseller Prize del periódico Večernje Novosti (Serbia, 2004)
- Orden francesa de las Artes y las Letras (Francia, 2003).[38]
- Premio 'Planetary Arts Award 2002' del Club de Budapest en Fráncfort, Alemania.
- Premio internacional Corine 2002 a la mejor obra de ficción por El alquimista, en Múnich.[39]
- Premio Bambi de Personalidad Cultural del Año (Alemania, 2001).[12]
- Premio Fregene de Literatura (Italia, 2001), por El diablo y la señorita Prym.[40]
- Crystal Mirror Award (Polonia, 2000)
- Chevalier de L'Ordre National de la Legion d'Honneur (Francia, 2000)
- Golden Medal of Galicia (España, 1999)
- Crystal Award del World Economic Forum (1999), por unir tantas culturas diferentes a través del poder del lenguaje
- Comendador de Ordem do Rio Branco (Brasil, 1998)
- Finalista del International IMPAC Literary Award (Irlanda, 1997)
- Golden Book (Yugoslavia 1995, 1996, 1997 y 1998)
- Super Grinzane Cavour Book Award (Italia, 1996)
- Flaiano International Award (Italia, 1996)
- Knight of Arts and Letters (Francia, 1996)
- Participa como invitado en el Foro Económico Mundial desde 1998.

## Reconocimientos
- El 25 de julio de 2002, Paulo Coelho es elegido para ocupar el sillón número 21 de la prestigiosa Academia Brasileña de las Letras (ABL).[41][42] A pesar de ser seguido por millones de lectores, el autor ha sido rechazado por algunos sectores de la crítica literaria, por lo que su ingreso en la Academia se convierte en un gran acontecimiento social. El 28 de octubre con un discurso que exalta la utopía y la fe Paulo toma posesión de su cargo en la ABL. Entre sus palabras, cita la frase de su antecesor el economista Roberto Campos,

La violencia de la flecha dignifica el blanco. Muchas veces, en momentos en que me sentía juzgado con excesiva severidad por la crítica, me acordaba de esta frase. Y me acordaba también de otro sueño, del cual no estaba dispuesto a desistir: entrar, un día, en la Academia Brasileña de Letras.

- En 2007 la ONU lo nombró «mensajero de la paz» en el área «diálogo intercultural».[44]
- El escritor y periodista brasileño Fernando Morais escribió su biografía El mago – La extraordinaria historia de Paulo Coelho, asegurando que «es el mejor personaje que encontré en toda mi carrera».[2]
- En Santiago de Compostela, España, nombraron una calle en su honor: la «Rúa Paulo Coelho».[5]
- En marzo de 1999 es nombrado segundo autor más vendido en todo el mundo en 1998, según la revista francesa Lire.
- Paulo Coelho es el autor en lengua portuguesa más traducido del mundo.[45]

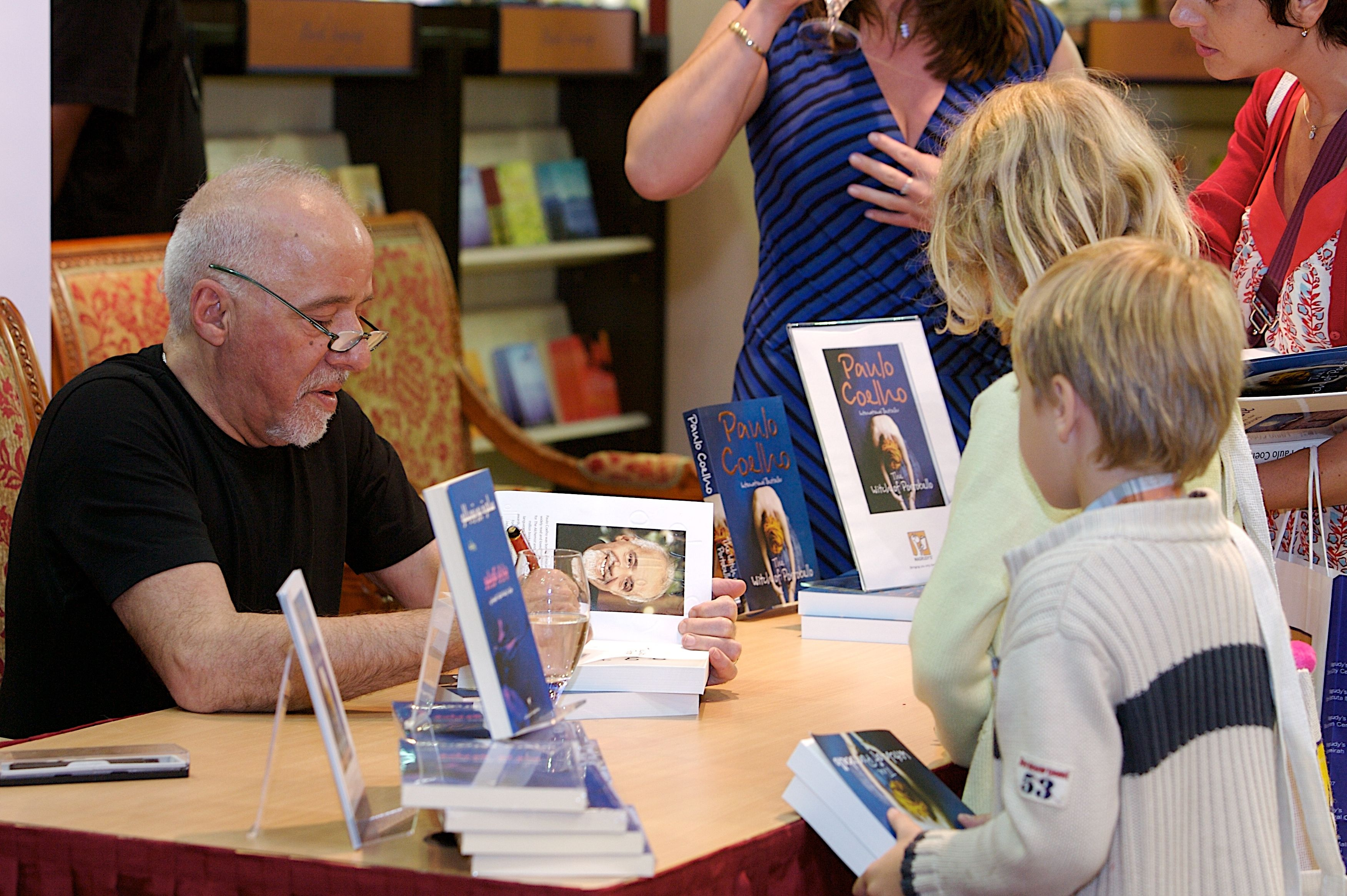
2007-13-Paul-Macleod

## Fundación Paulo Coelho
En noviembre de 2014, Paulo Coelho acabó de subir alrededor de 80 000 documentos —manuscritos, diarios, fotografías, cartas de lectores, recortes de prensa— y creó una Fundación Paulo Coelho virtual junto a la fundación física con sede en Ginebra.